# Petrovkacultuur
De Petrovkacultuur was een archeologische cultuur van de bronstijd tijdens de 17e en 16e eeuw in de regio's Noord, Noordwest, en Centraal Kazachstan, en de aansluitende gebieden van de Zuidelijke Oeral en de bossteppe in het zuiden van West-Siberië. Het is vernoemd naar een begraafplaats nabij het dorp Petrovka in de oblast Noord-Kazachstan, waar de eerste opgravingen werden uitgevoerd. De sites zijn in 1970 onderzocht door Gennadi Zdanovitsj. Ze was gerelateerd aan de voorafgaande Sintasjtacultuur in het noorden, waarmee het vaak wordt samengevat als Sintasjta-Petrovkacultuur. 
Tot de relatief goed bestudeerde grote nederzettingen behoren Amangeldi-1, Bogoljoebovo, Novonikolskoje-1 (oblast Noord-Kazachstan), Kenotkel-5 (oblast Aqmola), Semiozernoje (oblast Qostanay), Ekpin-1 (oblast Karaganda). Waardevolle gegevens werden verkregen van de begraafplaatsen Petrovka, Birlik-1, Birlik-2 (oblast Noord-Kazachstan). Van de Noertaj-, Satan- en Asjtsjysoe-begraafplaatsen, die in de afgelopen periode op het grondgebied van de oblast Karaganda zijn bestudeerd, is nieuwe informatie verzameld die de kenmerken van de latere fase van de cultuur laat zien.
De huizen in de bestudeerde nederzettingen waren in de grond verdiept, met rechthoekige houten muren en een gemiddelde oppervlakte van 25 - 100 m². Op de met klei vermengd met zand bepleisterde vloer bevonden zich 1-2 haarden omgeven door stenen. Een van de belangrijkste kenmerken van de nederzettingen was dat ze omgeven waren door 2-2,5 m brede greppels. Er zijn in de nederzettingen veel bronzen artefacten gevonden. 
De graven bestonden uit ronde aarden putten. Terwijl de graven van krijgers met strijdwagens en rijke vrouwen schitteren door een overvloed aan wapens en sieraden, werden kinderen en adolescenten begraven in eenvoudige kuilen zonder grafheuvels. Kleine kinderen werden ook in kuilen onder de vloeren van woningen begraven.
Bij het opgraven van de nederzettingen en begraafplaatsen werd een grote hoeveelheid aardewerk gevonden. Het aardewerk is niet gelijkmatig convex aan de zijkanten, maar verticaal. De vaten worden gekenmerkt door een lage vorm, een korte nek en een brede mond vanaf de bodem. De decoraties waren voornamelijk aan de bovenzijde te vinden, onder meer gearceerde driehoeken, golvende lijnen, zigzaglijnen, klauwsporen en ingedrukte putjes. Het vaatwerk laat zien dat de cultuur voortkomt uit lokale kopertijd-tradities. Sinds de periode van de Petrovkacultuur onwikkelde zich de veeteelt, landbouw en metallurgie in de noordelijke regio's van Kazachstan sterk. Vanaf de 15e eeuw v.Chr. ontstond uit de Petrovkacultuur geleidelijk de lokale Alakoelcultuur. 